# Hydropsyche scudderi
Hydropsyche scudderi là một loài Trichoptera hóa thạch trong họ Hydropsychidae.